# Kurt Børset
Kurt Børset (* 21. Mai 1973) ist ein ehemaliger norwegischer Skispringer.

## Werdegang
Børset startete ab 1993 im Skisprung-Continental-Cup. Am 5. März 1994 gab er sein Debüt im Skisprung-Weltcup und sprang in Lahti auf den 27. Platz, womit der auch erstmals Weltcup-Punkte gewann. Am 20. März 1994 sprang er beim Weltcup-Springen in Planica, welches zugleich die Skiflug-Weltmeisterschaft 1994 darstellte erstmals unter die besten zehn und belegte am Ende den 8. Platz. Er beendete die Weltcup-Saison 1993/94 auf dem 59. Platz in der Gesamtwertung. In der Skiflug-Wertung erreichte er den 8. Platz. Die folgende Saison verlief im Continental Cup weitgehend erfolglos. Mit den erreichten 68 Punkten belegte er nur Platz 102 in der Continental-Cup-Gesamtwertung. Im Januar und Februar 1995 startete er erneut bei Weltcup-Springen in Engelberg und Vikersund, wobei ihm in Engelberg mit dem 30. Platz noch einmal ein Weltcup-Punktegewinn gelang. In den folgenden zwei Jahren blieb er im Continental Cup ohne wertbare Ergebnisse. Erst in der Saison 1997/98 gelang ihm mit 358 Punkten und Platz 34 die beste Platzierung seiner Karriere in der Continental-Cup-Gesamtwertung. Nachdem er anschließend noch einmal im Februar 1998 ein Weltcup-Skifliegen in Vikersund bestritt und dabei den 49. Platz belegte, beendete er seine internationale aktive Skisprungkarriere. Auf nationaler Ebene konnte er kurz nach Ende der Weltcup-Saison noch die Norwegische Meisterschaft im Teamspringen in Trondheim mit dem Team Sør-Trøndelag, bestehend aus ihm, Arve Vorvik, Håvard Lie und Roar Ljøkelsøy gewinnen.
Børset lebt heute in Løkken Verk. Er arbeitet mittlerweile als Technischer Direkter bei nationalen Springen sowie als Punktrichter.

## Erfolge

### Weltcup-Platzierungen
| Saison  | Platz | Punkte |
| ------- | ----- | ------ |
| 1993/94 | 59.   | 36     |
| 1994/95 | 93.   | 01     |